# Observatoire de Kitt Peak
L'observatoire de Kitt Peak (Kitt Peak National Observatory ou KPNO) est un ensemble de 22 télescopes installés dans l'Arizona (États-Unis). Il est situé à 2 096 mètres d'altitude dans les Quinlan Mountains et profite du climat aride du désert de Sonora. Il se trouve à une cinquantaine de kilomètres au sud-ouest de la ville de Tucson.

## Historique
Le site de Kitt Peak a été choisi en 1958 comme siège de l'observatoire national américain dans le cadre d'un contrat passé avec la Fondation nationale pour la science (NSF). L'observatoire a été administré à ses débuts par le consortium universitaire Association of Universities for Research in Astronomy. En 1982, il est rattaché au National Optical Astronomy Observatory (NOAO) qui est constitué de quatre observatoires. Le NOAO est remplacé par le NOIRLab en 2019.

## Télescopes
Avec un ensemble de 24 télescopes et de 2 radiotélescopes, l'observatoire de Kitt Peak constitue le regroupement de grands instruments astronomiques le plus diversifié dans le monde. Les principaux instruments de l'observatoire sont :
- une des antennes de 25 m de diamètre du réseau américain de radiotélescopes VLBA (Very Long Baseline Array) ;
- le radiotélescope ARO de 12 m de diamètre, appartenant à l'université de l'Arizona ;
- le télescope Mayall de type Ritchey-Chrétien de 4 m de diamètre équipé du spectrographe DESI ;
- le télescope WIYN de 3,5 m de diamètre, appartenant au Consortium WIYN ;

Celui-ci dispose depuis juin 2021 du spectromètre NEID conçu par le centre de vol spatial Goddard, établissement de l'agence spatiale américaine de la NASA. Cet instrument mesure la masse des exoplanètes en utilisant la méthode des vitesses radiales. NEID permet ainsi de compléter l'information sur la taille de la planète obtenue par la méthode du transit qui sert généralement à détecter une exoplanète. Durant la journée l'instrument NEIRD mesure l'influence des planètes du système solaire sur le Soleil ce qui permet d'affiner la méthode des vitesses radiales.
- le télescope Bok de 2,3 m de diamètre, appartenant à l'observatoire Steward ;
- le télescope KPNO de 2,1 m de diamètre, l'un des plus anciens du site, installé en 1964[2] ;
- le télescope solaire McMath-Pierce de 1,61 m de diamètre, décommissionné en 2017.

## Galerie

Télescopes de Kitt Peak
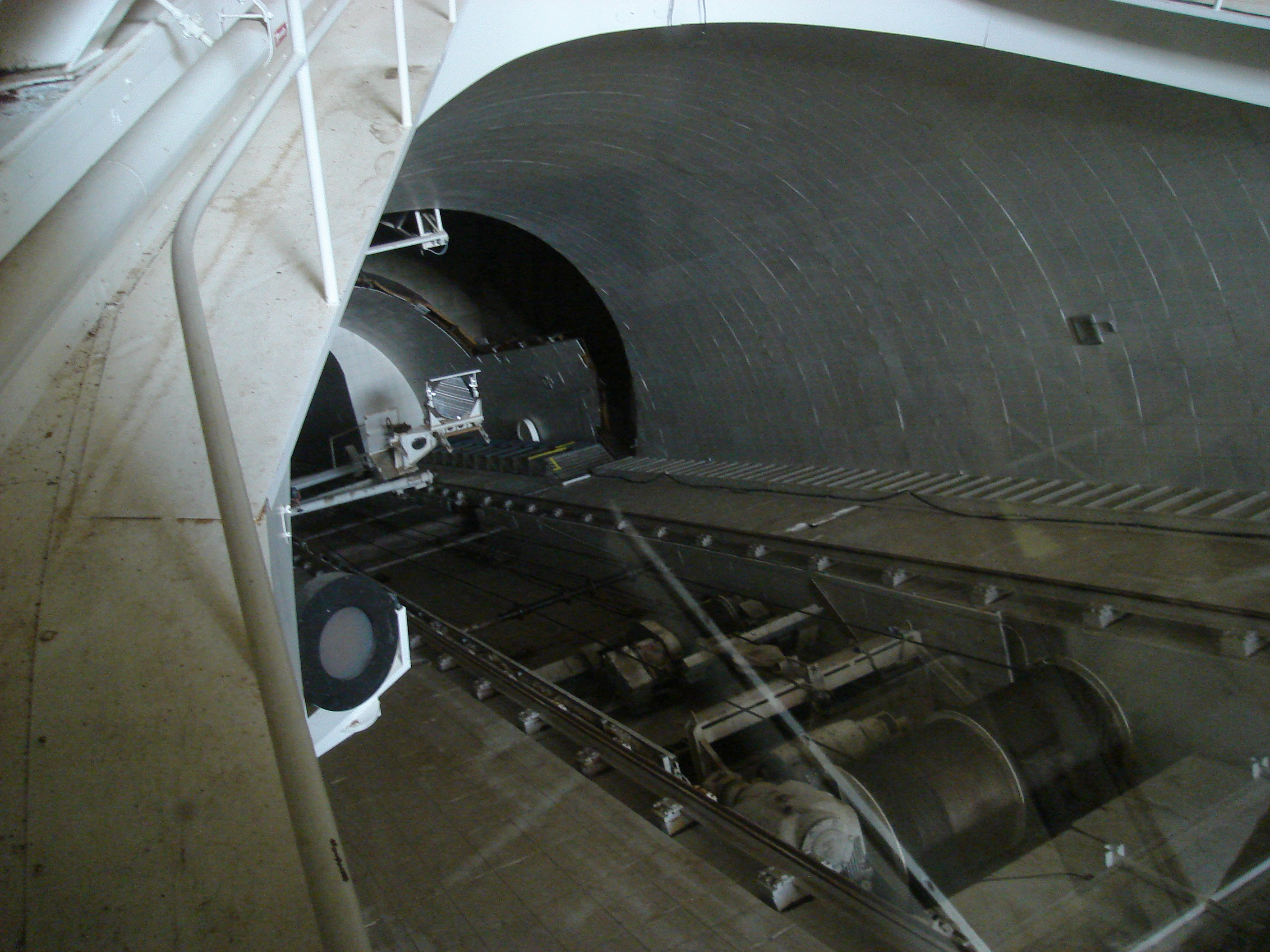
Télescope solaire McMath-Pierce. Vue vers le bas
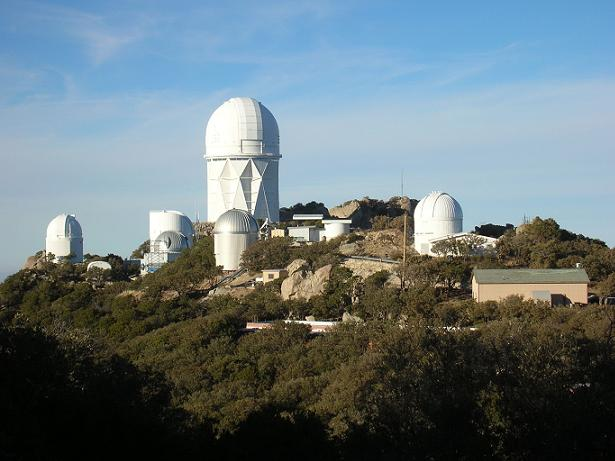
L'observatoire Kitt Peak vu du côté du télescope Mayall
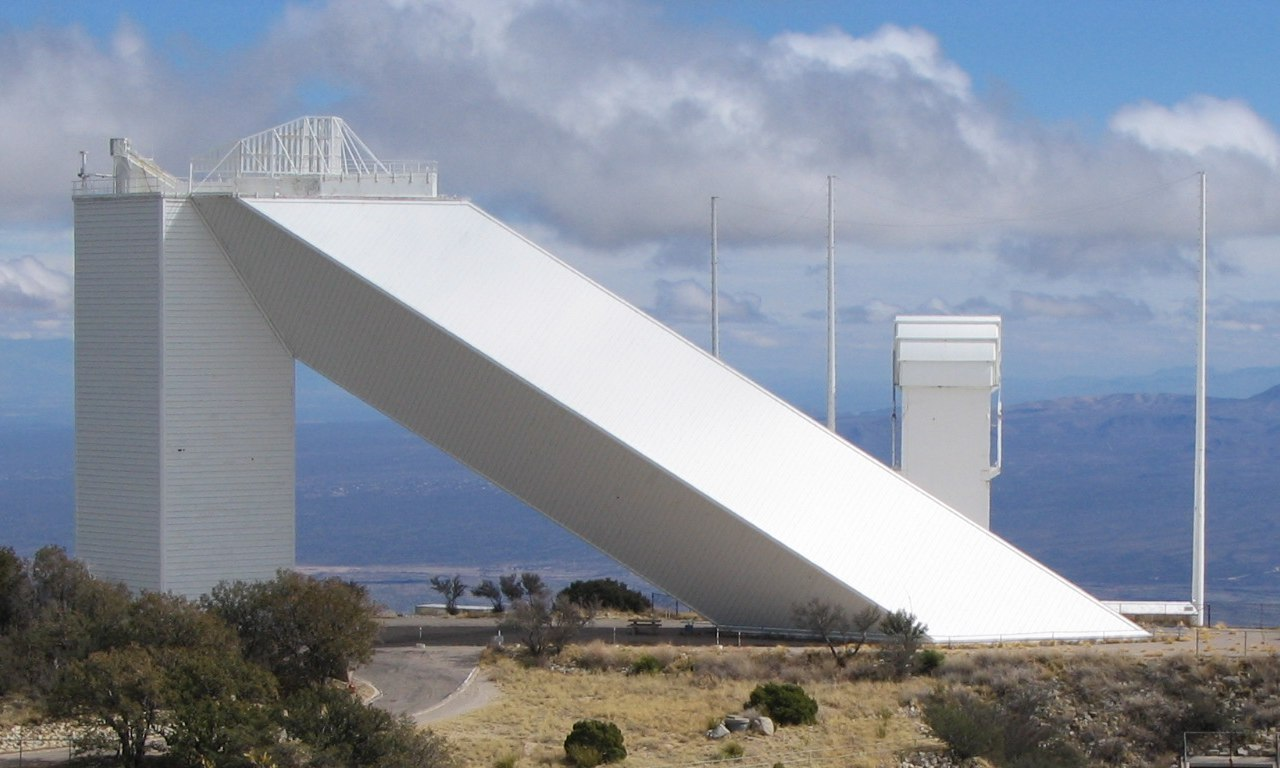
Télescope solaire McMath-Pierce
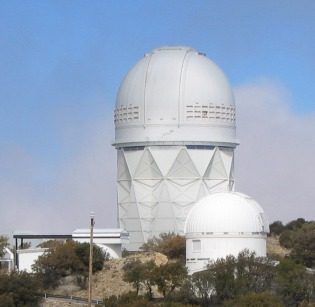
Télescope Mayall de 4 m de diamètre
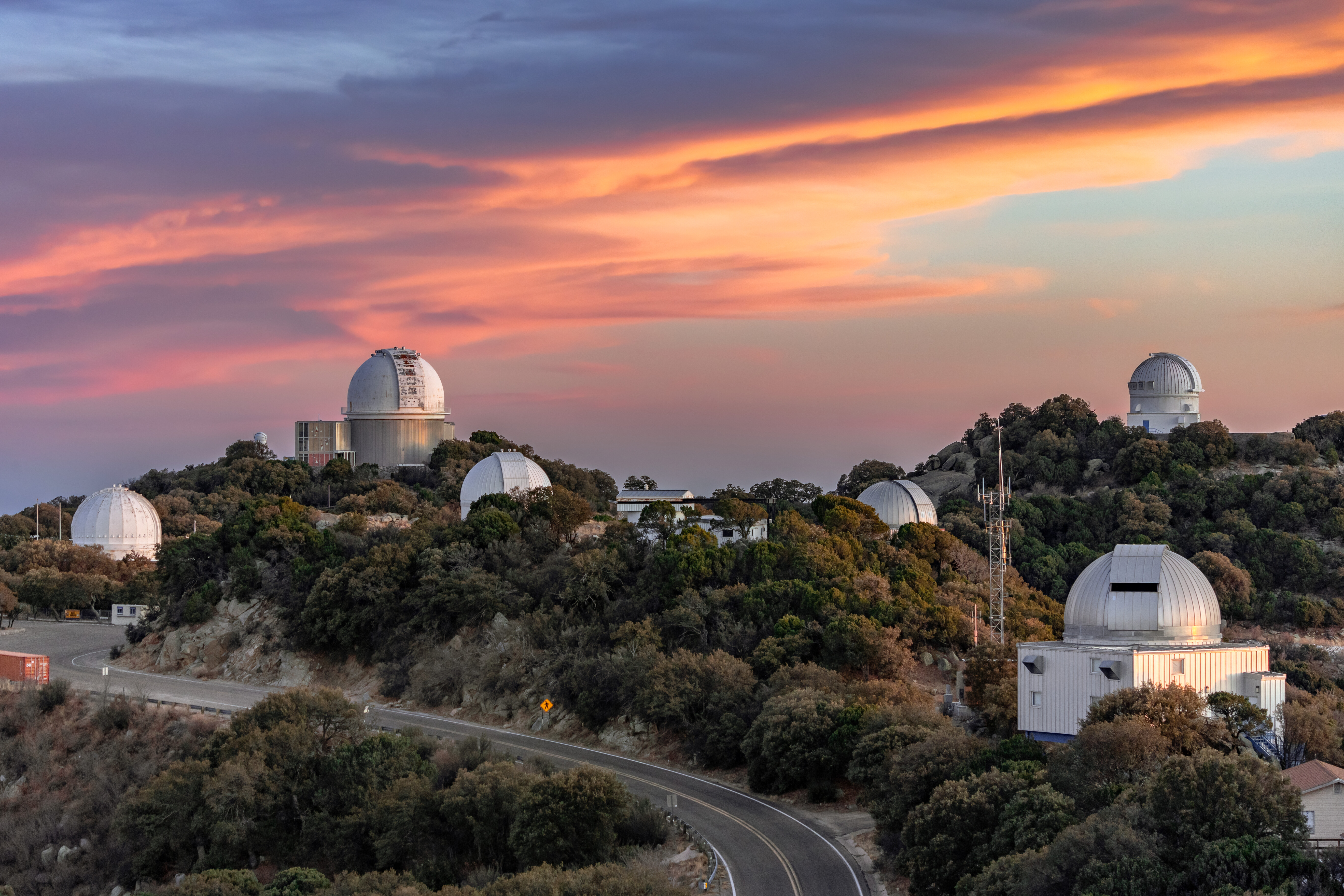
Divers télescopes de l'observatoire. Janvier 2023.